# Gaëtan Picon
Gaëtan Picon (Bordeaux, 19 de setembro de 1915 – 13.º arrondissement de Paris, 6 de agosto de 1976) foi um autor, ensaísta, crítico de arte e literatura, historiador de arte e literatura francês. Foi diretor do Mercure de France e Diretor-Geral de Artes e Letras sob André Malraux. Escreveu uma entrada para a Encyclopaedia Universalis sobre o editor suíço Albert Skira.
De 1963 a 1965 dirigiu, com Yves Bonnefoy, André du Bouchet e Maurice Saillet, o Mercure de France. Para o jornal Le Monde, de 1966 a 1969, escreveu colunas sob o título “Formas e espírito”. Em 1967 e 1968, fez parte do conselho editorial da revista L'Éphémère. Nas Edições Albert Skira, dirige a coleção “Les Sentiers de la Création” na qual pede a Aragon, Ionesco, Butor, Julien Gracq, Claude Simon, Francis Ponge, Joan Miró, que definam livremente a sua criação. Ele próprio escreve textos sobre pintores e escultores, Ingres, Géricault, van Gogh, Kandinsky, Fernand Léger, Braque, Picasso, Rouault, Balthus, Jean Dubuffet, Giacometti, André Masson, bem como prefácios a catálogos de exposições, nomeadamente de André Beaudin (1962), Jean Bertholle (1972), Roger Bissière, Raoul Ubac (1972), Bram van Velde (1970), Geer van Velde (1972), Vieira da Silva (1967), Marcel Fiorini e Louttre.B (1970).
Em 1970, Gaëtan Picon ministrou cursos sobre Racine na Universidade de Princeton. Em 1971 foi vice-presidente do júri do concurso internacional para a criação do Centro Beaubourg, cujo presidente era Jean Prouvé.
Ele estava prestes a assumir a direção da Academia Francesa em Roma quando morreu em 6 de agosto de 1976. Foi sepultado no cemitério de Dorat (Haute-Vienne).